# أسفل الضاجعة

تعديل مصدري - تعديل

أسفل الضاجعة هي إحدى قرى عزلة القارة بمديرية رصد التابعة لمحافظة أبين، بلغ تعداد سكانها 19 نسمة حسب تعداد اليمن لعام 2004.